# Délégation culturelle et économique de Taipei en Suisse
 (novembre 2017).
La Délégation culturelle et économique de Taipei en Suisse (駐瑞士台北文化經濟代表團) est la représentation officieuse de la république de Chine (Taïwan) auprès de la Suisse.
Regroupant plusieurs services administratifs taïwanais sous l'autorité d'un directeur nommé par le ministère des Affaires étrangères, son bureau principal est situé à Berne, la capitale du pays. Depuis 2017, elle est dirigée par Gu Ruisheng (谷瑞生).

## Statut
Officiellement, la Délégation n'est pas une ambassade et n'est donc pas régie par la Convention de Vienne sur les relations diplomatiques. Cependant, son rôle est de facto très similaire puisqu'elle a notamment pour mission de faciliter et de promouvoir les échanges entre la république de Chine (Taïwan) et la Suisse dans les domaines politique, économique, culturel, éducatif et scientifique,,.

## Histoire
A la fondation de la république populaire de Chine en octobre 1949, le Conseil fédéral suisse décida de reconnaître la république populaire de Chine comme représentante légitime de la nation chinoise et de mettre un terme à ses relations diplomatiques avec la république de Chine.
Depuis, les deux États n’entretiennent officiellement que des échanges commerciaux et culturels par le truchement de leurs bureaux de représentation respectifs. En 1979, la république de Chine (Taïwan) établit une représentation à Lausanne sous le nom de Centre culturel Sun Yat-Sen. En 1992, elle adopte le nom qu'elle porte actuellement. En 1994, la Délégation déménage à Berne à la Kirchenfeldstrasse 14. Ce bureau principal se charge des affaires en lien avec la Suisse alémanique, la Suisse italienne, le canton de Fribourg et celui du Jura. Un autre bureau, appelé Bureau de Genève (56, Rue de Moillebeau) s'occupe des affaires concernant les cantons de Genève, de Vaud et du Valais,.